# Halfdan el Amable
Halfdan Eysteinsson también Halfdan el Amable o el Generoso (nórdico antiguo: Hálfdan hinn mildi) (736-802) era hijo del rey Eystein Halfdansson, de la Casa de Yngling y sucedió a su padre como rey de Romerike y Europaische Stammtafeln lo cita también como rey de Vestfold, Noruega, así lo cita también Heimskringla.
La saga cita que era un rey generoso con el oro pero mataba de hambre a sus hombres. Era un gran guerrero, amigo de las incursiones vikingas, pillajes y a menudo obtenía grandes botines.
Su vida se detalla en su propia saga, Hálfdanar saga Eysteinssonar. Halfdan murió en la cama por una enfermedad.

## Herencia
Casó con Liv Dagsdotter (n. 738), hija del rey Dag de Vestmar, fruto de esa relación nacieron dos hijos:
- Gudrød el Cazador, abuelo de Halfdan el Negro y bisabuelo de Harald I, el primer rey de facto de Noruega.[5]
- Sigurd de Haithabu, murió en el campo de batalla. Las sagas le imputan seis hijos, aunque no se menciona quien fue su consorte:[1]
  - Ragnvald de Haithabu (m. 808), muerto en el campo de batalla.
  - Hemming y Sigurd, reyes de Haithabu; Haakon (también Helkwin) y Agantyr. Los cuatro murieron en el campo de batalla hacia 812.